# 넓적다리

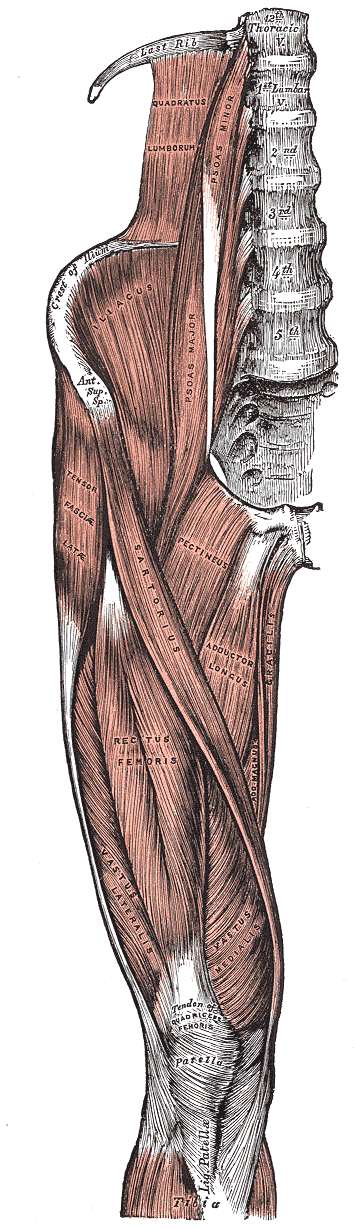
넓적다리

넓적다리(문화어: 신다리, thigh)는 다리에서 무릎 관절 위의 부분이다. 넙적다리, 넙다리, 대퇴(大腿), 대퇴부(大腿部), 윗다리라고도 한다.
넓적다리의 위쪽 부분을 '허벅다리'라고 하며, '허벅지'는 허벅다리 안쪽의 살이 깊은 곳을 말한다. 무릎 위부터 골반 아래까지에 위치한다.

## 같이 보기
- 넓적다리 (닭고기)
- 넙다리뼈
- 인간의 다리
- 넙다리뒤근육